# Tumore raro
Un tumore raro (o neoplasia rara) è un tipo di neoplasia spesso maligna, che colpisce un numero molto basso di persone ogni anno.

## Epidemiologia
Un tumore raro, per essere definito tale in Europa deve colpire una cifra pari o inferiore a 6 individui su 100.000, arrivando indicativamente a colpire ogni anno in Italia indicativamente 60.000 persone. I tumori rari, dunque sono a tutti gli effetti malattie rare.

### Tumori ultra-rari
Tumori ultra-rari, sono tutti quei tumori estremamente rari, con un'incidenza media annua di meno di 2 casi ogni 100.000 abitanti.

## Tipologie
Le tipologie di tumori rari sono:
- Tumori pediatrici
- Tumori delle narici e delle cavità nasali e paranasali
- Tumori della naso-faringe
- Tumori delle ghiandole salivarie
- Tumori dell'orofaringe
- Tumori esofagei
- Tumori epiteliali dello stomaco
- Tumori epiteliali del piccolo intestino
- Adenocarcinomi del colon
- Tumori rettali
- Tumori pancreatici
  - Adenocarcinomi pancreatici
  - Carcinomi sqamosi
  - Pancretoblastomi
  - Varianti ultra-rare
- Tumori epiteliali del fegato e delle vie biliari
- Tumori della cistifellea e delle vie extra-biliari
- Tumori tracheali
- Tumori polmonari
  - Adenocarcinomi
  - Carcinomi a cellule giganti
  - Sarcomi e carcinosarcomi polmonari
- Timomi
- Tumori del seno
  - Tumore metaplastico
  - Malattia di Paget
  - Varianti ultra-rare
- Tumori uterini e indometriali
- Tumori delle tube di falloppio
- Coriocarcinomi placentari
- Tumori testicolari e paratesticolari
- Tumori penieni
- Carcinomi e sarcomi renali
- Tumori delle vie urinarie
- Tumori del bulbo oculare e della palpebra
- Mesotelioma
- Melanoma non-dermatologico
- Neoplasie embrionali
- Sarcomi delle parti molli e dell'apparato muscolo-scheletrico
- Tumori germinali
- Tumori endocrini
- Gliomi
- Meningiomi maligni
- Pinealomi, pinealocitomi e pinealoblastomi
- Tumori del SNP
- Neoplasie linfoidi
- Leucemie mieloidi acute
- Sindromi mieloproliferative e mielodisplastiche
- Tumori istiocitici e dendrocitici